# Muyegbe Mubala
Muyegbe Mubala, född 12 december 1970, är en friidrottare från Kongo-Kinshasa. Hon deltog vid olympiska sommarspelen 1992.